# Sierra Castellanos
La Sierra Castellanos es una pequeña sierra española situada en la comarca de Campo de Cariñena, en Aragón, entre las serranías propias del Sistema Ibérico. Sus montes están entre los términos municipales de Aladrén y Paniza.

## Características
La Sierra Castellanos son en realidad unas pocas colinas, estribaciones provenientes de una sierra mayor, la Sierra del Águila, partiendo de Cabezo Rodrigo, cuyo recorrido daría al pico de la Virgen del Águila si seguimos por esa cresta, montes muy reconocibles en la comarca del Campo de Cariñena y desde la otra vertiente, la de Cerveruela, ya Campo de Daroca.
La delimitación de la Sierra Castellanos la marcan dos cursos de agua intermitentes, el Arroyo de Gascones y el Barranco del Atajo. Lo que se puede observar en dicha zona es monte bajo, un estadio degradado de que lo que serían encinares, formaciones hoy en lenta regeneración, siendo la mayoría de los pies de encina ejemplares aislados, sin llegar a formar aún bosquetes. Así encontramos mayormente Thymus, Retama, Rosmarinus, Juniperus, etcétera; además de algunos campos de secano, en su mayoría de vid.

## Figuras de protección
La Sierra Castellanos está encuadrada en una serranía de la que forman parte la Sierra de Herrera, la Sierra del Águila, la Sierra del Peco y la Sierra de la Pajaranca, en una zona protegida con la figura de Lugar de importancia comunitaria denominado "LIC Alto Huerva — Sierra de Herrera", parte de la Red Natura 2000.